# Nagyrécse
Nagyrécse is een plaats (község) en gemeente in het Hongaarse comitaat Zala. Nagyrécse telt 1057 inwoners (2001).